# Ronnie Lombard
Ronald Peter „Ronnie“ Lombard (* 28. Juli 1928) ist ein ehemaliger südafrikanischer Turner.

## Leben
Ronnie Lombard nahm an den Olympischen Spielen 1952 in Helsinki und 1956 in Melbourne in allen Turndisziplinen teil. Sein bestes Resultat erzielte er 1956 mit Rang 33 im Wettkampf am Pauschenpferd.